# 아마노 요시타카
아마노 요시타카(天野 喜孝, 1952년 7월 28일~)는 일본인 화가이자 캐릭터 디자이너이다. 《뱀파이어 헌터 D》의 삽화로 유명해졌고, 스퀘어 에닉스의 게임 《파이널 판타지》 시리즈의 캐릭터와 로고 디자인을 맡아왔고, 《독수리 오형제》와 《타임 보칸》같은 애니메이션의 캐릭터를 디자인했다. 섬세하고 요염하며 환상적인 필채는 미국에서도 인기를 끌었고, 뉴욕, 런던, 파리, 리옹, 쾰른 등에서 개인전을 열어왔다.

## 생애

### 애니메이션
아마노는 일본의 시즈오카현의 시즈오카시에서 태어났다. 소년 시절부터 그는 그림 그리는 것을 좋아했고, 1967년 열다섯의 나이로 타츠노코 프로덕션에서 일을 시작한다. 그가 그 곳에서 처음으로 맡은 프로젝트는 《마하 Go Go Go》라는 애니메이션이었다. 이후 《타임 보칸》 시리즈와 《독수리 오형제》 시리즈, 《우주 기사 테카맨》과 《허니 비》의 캐릭터 디자인을 담당했다.
1960년대에 아마노는 만화책을 통해 서양의 예술 양식과 서양에서 영향을 받은 일본의 양식에 영향을 받았다. 아마노는 또 서양의 팝 아트 특히 미국의 팝 아티스트 피터 맥스와 사이키델릭 양식에 매료되었다. 1970년대에는 아마노의 호기심이 19세기 말에서 20세기 초에 유럽에서 유행했던 아르누보 양식과 고대 일본의 수제 목판화 우키요에 작품에 대한 연구로 옮겨 갔다. 그는 삽화에 집중하는 동안에도 1982년까지 타츠노코 프로덕션에 남아있었다.

### 초기의 판타지 작품
1980년대 초, 그는 그의 1960년대와 1970년대까지 그려왔던 애니메이션과 삽화의 영향을 간직한 채 공상 과학이나 판타지를 주제로 한 삽화에 몰두했다. 이 시기에 그가 섭취한 많은 고전작과 현대의 기술을 사용하여 현대의 초현실주의와 현실주의에 영향을 받은 그만의 독특한 양식을 만들었다.
1983년에 그는 소설 《마계도시 신주쿠》와 기쿠치 히데유키의 첫 소설 《뱀파이어 헌터 D》의 삽화를 담당했고, 이 소설은 애니메이션 영화로도 제작되었다. 《뱀파이어 헌터 D》는 일본 외로 수출된 첫 애니메이션 영화였다.

### 파이널 판타지
1987년에 그는 스퀘어(현재 스퀘어 에닉스)에 들어가 비디오 게임의 컨셉 아트를 맡게 된다. 그가 스퀘어에서 맡은 첫 게임은 회사의 사활을 걸고 만든 패미콤용 게임 《파이널 판타지》(일본에서 1987년 12월 18일 발매)였다. 당시의 컴퓨터 게임 기술은 그렇게 좋은 표현을 할 수 없었지만, 아마노는 전통적인 방법과 컴퓨터 그래픽을 모두 사용해 컨셉 디자인을 만들었다. 《파이널 판타지》는 성공했고, 일본에서 스퀘어는 롤플레잉 게임 개발사로 큰 인기를 얻게 된다. 이 때, 그는 다른 게임 회사인 쿠레 소프트웨어 공장의 패키지 삽화와 몇몇의 캐릭터 디자인도 맡았다.

### 새로운 도전
1989년, 그는 도쿄의 야라쿠쵸 멀리언이라는 곳에서 '히텐'(喜天)이라는 전시회를 열었다. 그는 스퀘어와 파이널 판타지 시리즈를 계속 작업했고, 1990년 반도 다마사부로의 정극에도 아티스트로 참여했다. 이 때 그는 삽화가이자 캐릭터 디자이너, 무대 디자이너로 일하면서도 전시회를 여러 차례 가졌다.
1994년 파이널 판타지 6이 발매된 뒤 그는 더 이상 그 시리즈의 캐릭터와 그림, 그래픽에 관여하지 않게 되었다. (이후 홍보용으로 차기작들의 캐릭터 삽화를 그렸고, 게임의 로고는 꾸준히 디자인했다.) 그러다 1995년 프랑스에서 비엔날레 드 오를레앙에서 아마노의 작품이 세계적으로 알려지게 되었다. 그는 1997년 뉴욕에 새롭게 작업장을 개설했고, 엔젤 오르잔스 재단에서 'Hero'란 전시회에 이어 'Think Like Amano'라는 전시회를 열었다.
또 아마노는 1998년 영화 《뉴 로즈 호텔》에 히로시라는 인물로 등장했다.

### 프리 랜서
2000년에 아마노는 만화 작가이자 소설가인 닐 가이먼의 소설 《샌드맨: 드림 헌터즈》의 삽화를 그렸고, 이 소설은 여러 상을 받고 휴고 어워드에 노미네이트되었다. 또 그는 《뱀파이어 헌터 D》의 극장판인 《뱀파이어 헌터 D: 블러드러스트》의 캐릭터를 디자인했다. 그리고 2001년, 글작가인 그렉 루카와 함께 마블 코믹스의 《엘렉트라와 울버린: 리디메르》를 작업했다.
2006년, 그는 이전에 파이널 판타지 시리즈의 제작자였던 사카구치 히로노부의 회사 미스트워커에서 새로운 비디오 게임에 참여하게 된다.

## 수상경력
1983년에서 1986년까지, 일본"星雲獎" 제14계지 제17신고, 연속 4계획 예술 부문 대장.
2000년, 미국 "Eisner장"《The Sandman:The Dream Hunters》.(尼爾·蓋曼 공동 수상)
2000년, 화가"로 드래곤·콘서트상, 줄리 상"수상.
2007년," 제38회 성운상"수상.

## 저서
- 《아마노 요시타카 화집 마천), 대형본, 1984년 12월, 아사히 소노라마(ISBN 4257031859)

- 《환몽 궁》, 단행본, 1986년 2월, 신서관(ISBN 4403010296)

- 《이매진》(아마노 요시타카 동화 화집), 1987년 3월, 신서관(ISBN 4403010318)

- 《비천 ― 아마노 요시타카 화집》, 대형본, 1989년 8월, 아사히 소노라마(ISBN 4257032294)

- 《파이널 판타지 몬스터 매뉴얼 ― 아마노 요시타카 삽화집》, 단행본, 1989년 3월, JICC출판국(현 타카라지 마사)

- 《천마의 꿈 ― 알스라ー은 전기 삽화집》, 대형본, 1991년 8월, 카도카와쇼텐(ISBN 4048521764)

- 《DAWN― 아마노 요시타카 공상 화집 파이널 판타지 세계》, 대형본, 1991년 8월, NTT출판

- 《달의 왕 MON MUS'EE 주머니 시화집》, 단행본, 1992년 11월, ANZ堂(ISBN 4816412247)

- 《MONO환시의 영웅들》(흑백의 일러스트집), 대형본, 1993년 8월, ANZ堂

- 《파이널 판타지 VI― Character collections》, 단행본, 1994년 2월, NTT출판

- 《JAPAN― FINAL FANTASY》(태공 작전사), 대형본, 1994년 8월, NTT출판

- 《케텡 ― 아마노 요시타카 화집》, 단행본(소프트커버), 1994년 8월, 고단샤

- 《아마노 요시타카 구인·사가 화집》, 단행본(소프트커버), 1996년 3월, 하야카와 책방

- 《아마노 요시타카"요정"mon musee serie》, 대형본, 1996년 12월, あんず堂(ISBN 4872821025)

- 《아마노 요시타카 탤로우 카드 화집》, 대형본, 1997년 7월, 코흐사 출판

- 《겐지 모노가타리-아마노 요시타카 미술관 시리즈》, 대형본, 1997년 8월, あんず堂(ISBN 4872821033)

- 《1001 Nights》(천 0하룻밤)카도 카와 문고판, 1999년 4월, 카도카와쇼텐

- 《미 아마 ― 아마노 요시타카 화집》, 단행본(소프트커버), 1999년 10월, 아사히 소노라마(ISBN 4257035781)

- 《흡혈귀 렵인"D"― 아마노 요시타카 화집》, 단행본(소프트커버), 2000년 9월, 아사히 소노라마

- 《멜히에은》, 단행본(소프트커버), 2000년 9월, あんず堂(ISBN 487282105X)

- 《마적》, 대형본, 2001년 10월, 아사히 소노라마(ISBN 4257036400)

- 《기쁨 하늘 ― 아마노 요시타카 화집》, 대형본, 2001년 12월, 아사히 소노라마(ISBN 425703646X)

- 《아마노 요시타카 전 판화집), 대형본, 2002년 3월, 美術出版社

- 《N.Y.SALAD― THE WORLD OF VEGETABLE FAIRIES》, 대형본, 2002년 5월, 아마노 요시타카 사무소

- 《아마노 요시타카 교향곡》, 대형본, 2002년 10월, 살구도(ISBN 4872821076) * 《Yoshitaka Amano― 아마노 요시타카 묵화의 세계》, 대형본, 2003년 10월, 미술출판사(ISBN 4568103460)

- 《아마노 요시타카 화집 AMANO first》, 대형본, 2003년 12월 10일 아사히 소노라마(ISBN 4257036834)

- 《YOSHITAKA AMANO"SILENCE"THE ART OF FRONT MISSION 1995~2003), 대형본, 2004년 3월 12일 스퀘어에닉스(ISBN 4757511795)